# Нижняя Гвинея
Нижняя Гвинея (фр. l'ancienne Basse-Guinée) — природная область Африки, прилегающая с востока к Гвинейскому заливу и Атлантическому океану, между вершиной залива Биафра на севере и низовьями реки Кванза на юге.

## Рельеф и климат
Нижняя Гвинея включает в себя узкую (50-100 км) приморскую низменность и круто поднимающуюся над ней Южно-Гвинейскую возвышенность с наивысшей точкой — действующим вулканом Камерун (4040 м). Его западные склоны — наиболее влажное место Африки (ок. 10000 мм осадков в год). На юге количество осадков уменьшается от 3000-4000 мм до 100 мм, чему способствует близость холодного Бенгельского течения.

## Флора
Основная часть территории региона занята влажными вечнозелёными тропическими лесами и только к югу от реки Конго они сменяются парковыми саваннами.

## Политическая география
В пределах Нижней Гвинеи полностью или частично расположены Камерун, Экваториальная Гвинея, Габон, Республика Конго, Демократическая Республика Конго, Ангола.